# Пам'ятники Василькова
| Назва                                                | Дата встановлення | Розташування                                                                              | Фото | Короткі відомості |
| Воїнам-інтернаціоналістам                            |                   | Центральний парк                                                                          |      | |
| Воїнам, що загинули в роки радянсько-німецької війни |                   | вул. Соборна                                                                              |      | |
| Декабристам                                          |                   |                                                                                           |      | Напис на постаменті: 29 грудня 1825 — 3 січня 1826 (10. 1. 1826 — 15. 1. 1826) в місті Василькові проти царського самодержавства повстав Чернігівський піхотний полк на чолі з декабристами С. І. Муравйовим-Апостолом і М. П. Бестужевим-Рюміним Локація пам'ятника Декабристам на міському сайті |
| Жертвам Голодомору                                   |                   | вул. Соборна, біля Собору Антонія і Феодосія                                              |      | |
| Лавриненкову Володимиру Дмитровичу                   |                   | Військове містечко №11                                                                    |      | У 1999 році військовому містечку №11 було присвоєне ім'я двічі Героя Радянського Союзу генерал-полковника авіації Володимира Лавриненкова |
| Літак Міг-21                                         | 1985              | вул. Декабристів, 40, біля КПП-1 Васильківського коледжу Військово-Повітряних Сил України |      | Встановлений на честь випускників навчального закладу 1941—1985 років |
| Шевченкові Тарасу                                    | 1993              |                                                                                           |      | |